# Суховія Марія Іллівна
Суховія Марія Іллівна (нар.21 квітня 1946) — українська вчена-біофізик. Кандидат біологічних наук, доцентка кафедри твердотільної електроніки Ужгородського національного університету.

## Життєпис
Народилася 21 квітня 1946 року у селищі Великий Бичків Рахівського району Закарпатської області. У 1964 році закінчила із золотою медаллю середню школу селища Ясіня Рахівського району. У цьому ж році вступила на фізико-математичний факультет Ужгородського університету, спеціалізувалася на кафедрі біофізики. У 1969 році з відзнакою закінчила фізичний факультет і вступила до аспірантури при кафедрі біофізики.
Частину дисертаційних досліджень виконувала у біологічному відділі Інституту атомної енергії ім. Курчатова (м. Москва). Кандидатську дисертацію на тему «Дослідження кінетичними методами пошкоджень, індукованих гама- і рентгенівською радіацією в ДНК і лейкоцитах» захистила у 1975 році в Інституті біофізики АН СРСР (м. Пущино-на-Оці Московської області).
В науково-дослідному секторі УжДУ Марія Суховія працювала інженеркою, молодшою і старшою науковою співробітницею. З 1992 року — на викладацькій роботі, доцентка кафедри твердотільної електроніки. Читає лекції і проводить семінарські і лабораторні заняття з таких дисциплін: «Біофізика» для студентів фізичного і біологічного факультетів, «Фізика з основами біофізики» для студентів-біологів, «Сучасні проблеми фізики і біофізики» та «Методи і апаратура медрадіології» для студентів спеціалізації «біомеделектроніка». Авторка шести методичних розробок з цих курсів. Керує дипломними і курсовими роботами та науковою роботою студентів та пошукувача.
Тематика наукових досліджень Марії Суховії пов'язана із вивченням первинних фізичних механізмів впливу низькоенергетичних випромінювань на біогенетичні структури. Є співкерівницею держбюджетних науково-дослідних робіт з даної тематики. В результаті виконання цих досліджень отримані пріоритетні дані про особливості взаємодії повільних електронів та ультрафіолетового (в тому числі лазерного) випромінювання з нуклеїновими кислотами, а також оцінені біомедичні наслідки таких процесів.

## Наукові здобутки
За результатами досліджень Суховія опублікувала понад 100 наукових робіт. Неодноразово виступала з науковими доповідями на наукових конференціях різного рангу — міжнародних, національних тощо. Зокрема, була учасницею симпозіумів з лазерної тематики (Вільнюс, Душанбе, Тбілісі), а також Біофізичних з'їздів у Москві, Києві, Харкові та інших. В останні роки на гранти відповідних оргкомітетів брала участь у міжнародних конференціях у Брно (Чехія) і Стокгольмі (Швеція). Член Ради Українського біофізичного товариства, голова Закарпатського відділення товариства.
Одружена, має двох синів.
1. Суховия М. И. О динамике изменения вторичной люминесценции лейкоцитов периферической крови после рентгеновского облучения// Радиобиология, т.14, вып.3, с.441-443, 1974.
2. Суховия М. И., Ковальчук А. В., Трифонов Э. Н. Действие ионизирующих электромагнитных излучений на ДНК в растворе и на белые клетки крови// Доклады АН СССР, т.225, № 5, с.1202-1205, 1975.
3. Суховия М. И., Шевера В. С. Эксимерные лазеры и их применение// Матер. II Всес. школы по применению лазеров в биологии, Тбилиси, с.128-132, 1980.
4. Суховия М. И., Шевера В. С. Инициирование лазерным излучением дефектов вторичной структуры ДНК// Биофизика, т.25. вып.5, с.913-914. 1980.
5. Суховия М. И., Шафраньош И. И. Особенности образования возбужденных состояний оснований нуклеиновых кислот при воздействии медленными электронами и лазерным излучением// Докл. I Всес. биофизического съезда, т.4. с.76 (2496), М., 1982.
6. Суховия М. И., Славик В. Н., Шафраньош И. И., Шимон Л. Л. Особенности взаимодействия молекул оснований нуклеиновых кислот с электронами малых энергий// Биополимеры и клетка, т.7, вып.6, с.77-82, 1991.
7. Sukhoviya M., Lar O., Shafranyosh I. Physical modelling of the internal cell irradiation nucleic acids// Proc.Int.Symp. «Environment protection», v.2, Uzhgorod, 1997, p. 56-59.
8. Чічак С. О., Цуд Н. М., Суховія М. І., Кикинеші О. О. Зміна електричних параметрів азотистих основ нуклеїнових кислот після ультрафіолетового опромінення// Электроника и связь, ч.2, вып.4, с.325-328, 1998.
9. Sukhoviya M.I., Shafranyosh M.I., Shafranyosh I.I. Spectral investigation of the electron-impact excitation of the nucleic acid base molecules// In: Spectroscopy of Biological Molecules. New Directions.- Kluwer Academic Publishers (Dordrecht/Boston/London), p. 281-282, 1999.
10. Суховія М. І. Фізичні процеси в біомолекулах, викликані електронним ударом, та їх біофізична роль// Біофізичний вісник, вип.1(6), с.34-36, 2001.
11. Суховия М. И., Куртяк Ф. Ф., Петрушко И. А., Крочко Ю. И. Может ли влиять солнечная активность на регенерацию биологических тканей? Матер. межд. семинара «Космос и биосфера. Физические поля в биологии, медицине и экологии», Партенид, Крым, с.76, 2001.
12. Петрушко І. А., Цуд Н. М., Суховія М. І. Інфрачервона спектроскопія впливу ультрафіолету на структуру плівок цитозину, гуаніну та їх комплексу// Біофізичний вісник, вип.1-2 (14), с.23-26, 2004.
13. Шафраньош И. И., Шимон Л. Л., Шафраньош М. И., Суховия М. И. Абсолютное сечение образования отрицательных ионов молекул цитозина электронным ударом// Письма в ЖТФ, т. 31, вып. 24, 2005.
14. Петрушко І. А., Суховія М. І. Структурні перетворення в молекулах компонентів нуклеїнових кислот при аніоноутворенні та їх біологічне значення// Науковий Вісник УжНУ, с. Фізика, вип.17, с.103-110, 2005.